# Strandal
Strandal (Alnus maritima) är en art i familjen björkväxter och förekommer naturligt i USA.
Arten har flera från varandra skilda populationer i delstaterna Delaware, Georgia, Maryland och Oklahoma. Den växer i låglandet upp till 100 meter över havet. Strandal är utformad som en buske eller som ett litet lövfällande träd. Populationen i Delaware klarar sig delvis i bräckt vatten. I andra regioner hittas arten vid vattendrag. Strandal föredrar öppna soliga landskap.
Populationen hotas av torka och av vatten som är rikare på salt. Hela utbredningsomradet är maximal 394 km² stort. IUCN listar arten som starkt hotad (EN).

## Synonymer
Alnus japonica Siebold & Zucc. nom. illeg.
Betula-alnus maritima Marshall